# دونگی یوبش
دونگی یوبش (به صربی: Donji Ljubeš) یک منطقهٔ مسکونی در صربستان است که در الکسیناتس واقع شده‌است. دونگی یوبش ۵۹۷ نفر جمعیت دارد.